# Корниш (тауншип, округ Сибли, Миннесота)
Корниш (англ. Cornish) — тауншип в округе Сибли, Миннесота, США. На 2000 год его население составило 267 человек.

## География
По данным Бюро переписи населения США площадь тауншипа составляет 92,0 км², из которых 91,7 км² занимает суша, а 0,3 км² — вода (0,28 %).

## Демография
По данным переписи населения 2000 года здесь находились 267 человек, 105 домохозяйств и 85 семей.  Плотность населения —  2,9 чел./км².  На территории тауншипа расположено 108 построек со средней плотностью 1,2 построек на один квадратный километр. Расовый состав населения: 99,25 % белых и 0,75 % приходится на две или более других рас.
Из 105 домохозяйств в 35,2 % воспитывались дети до 18 лет, в 71,4 % проживали супружеские пары, в 3,8 % проживали незамужние женщины и в 19,0 % домохозяйств проживали несемейные люди. 18,1 % домохозяйств состояли из одного человека, при том 9,5 % из — одиноких пожилых людей старше 65 лет. Средний размер домохозяйства — 2,54, а семьи — 2,89 человека.
25,1 % населения — младше 18 лет, 4,5 % — в возрасте от 18 до 24 лет, 31,5 % — от 25 до 44, 22,5 % — от 45 до 64, и 16,5 % — старше 65 лет. Средний возраст — 41 год. На каждые 100 женщин приходилось 115,3 мужчин.  На каждые 100 женщин старше 18 приходилось 108,3 мужчин.
Средний годовой доход домохозяйства составлял 48 036 долларов, а средний годовой доход семьи —  52 344 доллара. Средний доход мужчин —  26 042  доллара, в то время как у женщин — 25 000. Доход на душу населения составил 18 561 доллар. За чертой бедности находились 2,3 % семей и 6,0 % всего населения тауншипа, из которых 7,4 % младше 18 и 7,5 % старше 65 лет.